# Atelier de sculpture de Jacques Sermon et Henri Pletinckx
L'atelier de sculpture de Jacques Sermon et Henri Pletinckx est un bâtiment de style Art nouveau édifié par l'architecte Richard Pringiers à Saint-Gilles, une commune de Bruxelles en Belgique.

## Localisation
Cet atelier d'artiste est situé au numéro 47 de la rue Arthur Diderich non loin de la maison communale et de la prison de Saint-Gilles.

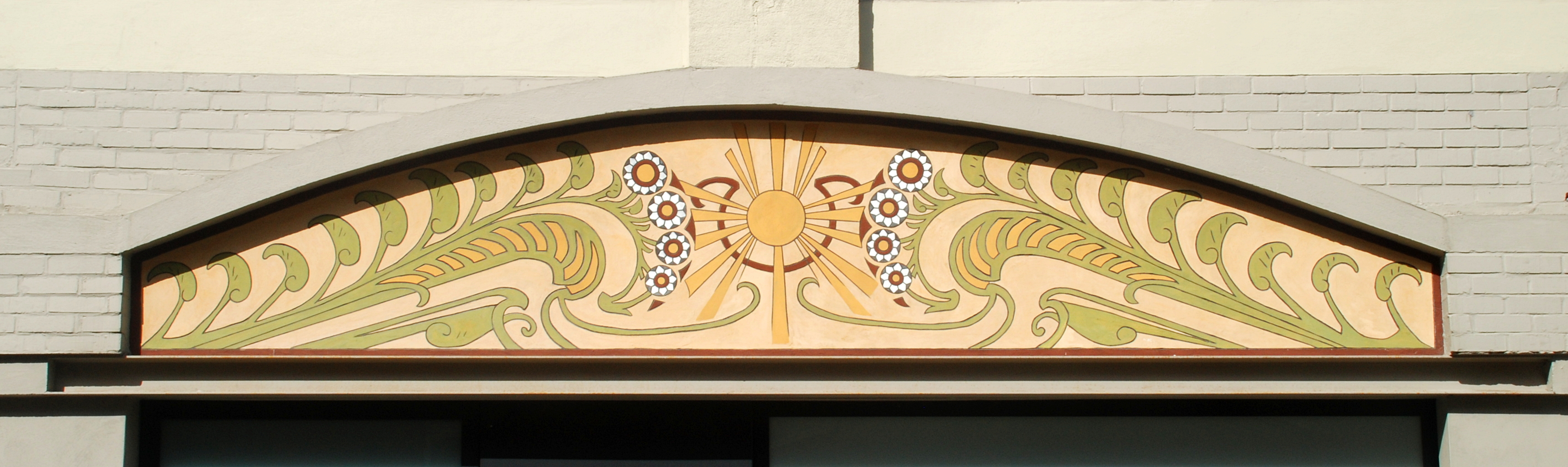
Le sgraffite reconstitué de la porte.

## Historique
L'atelier a été édifié en 1900 par Richard Pringiers, un collaborateur de Victor Horta.
Le rez-de-chaussée a été totalement altéré lors de la transformation du bâtiment en garage en 1978.
L'édifice a fait l'objet, vers 2005, d'une rénovation qui a redonné son éclat au premier étage et reconstitué les sgraffites disparus.

## Architecture
Le rez-de-chaussée, très altéré, comporte une porte d'entrée et une porte de garage modernes datant de la rénovation. Ces portes sont surmontées d'un large sgraffite reconstitué lors de la rénovation.
L'étage présente une maçonnerie de briques blanches striée de bandes de pierre blanche. Il présente deux travées asymétriques, percée chacune d'une fenêtre tripartite surmontée d'un linteau en fer supportant un sgraffite (reconstitué) surmonté d'un arc surbaissé en briques avec clé et sommiers en pierre blanche.
L'arc de la baie de gauche est surmonté d'un deuxième arc en saillie orné d'une clé et de puissants sommiers prenant appui sur deux pilastres alternant briques et pierre blanche.
La façade est surmontée d'une corniche surmontée d'un attique moderne ajouté lors de la rénovation.

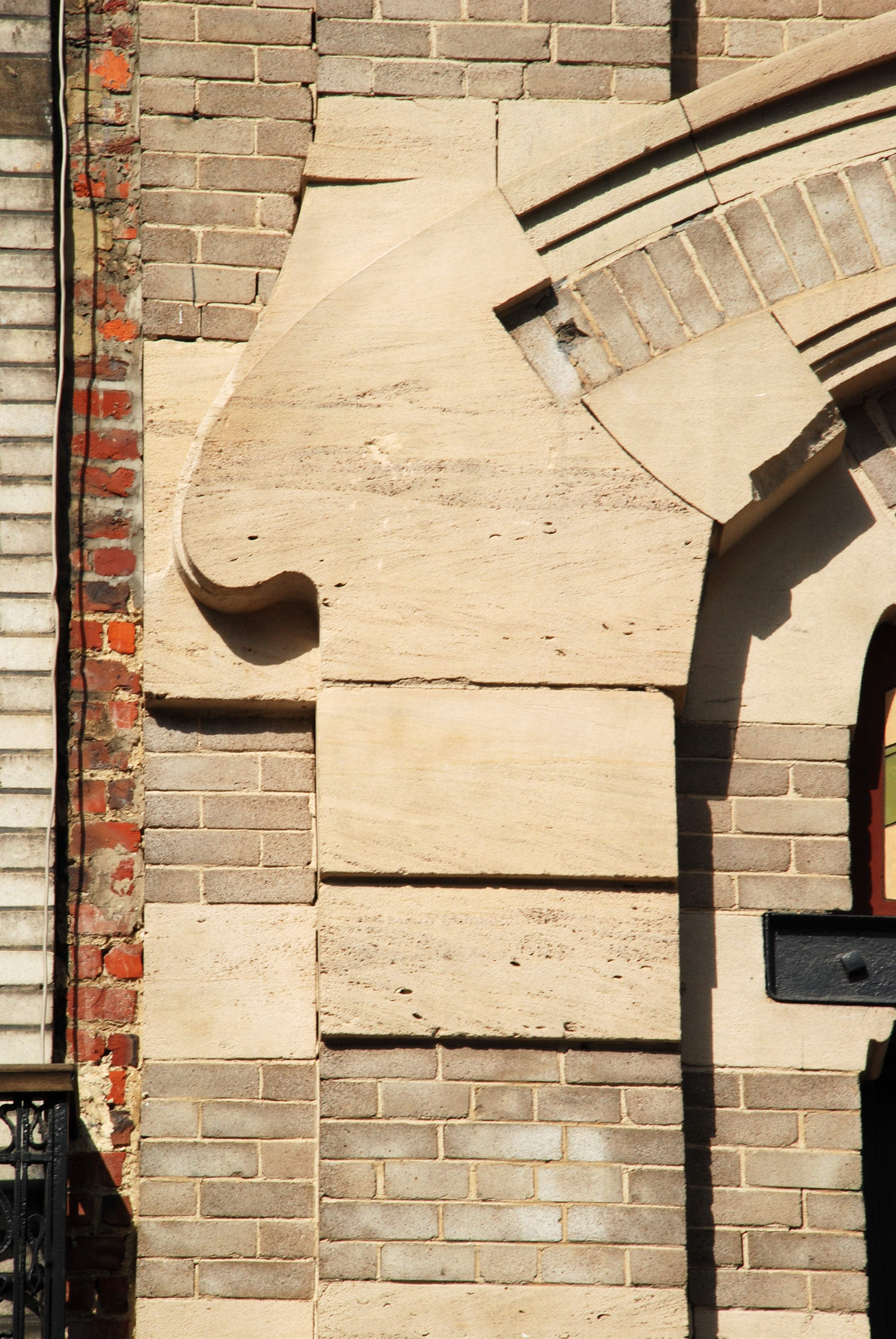
Sommier Art nouveau de la baie gauche du premier étage.
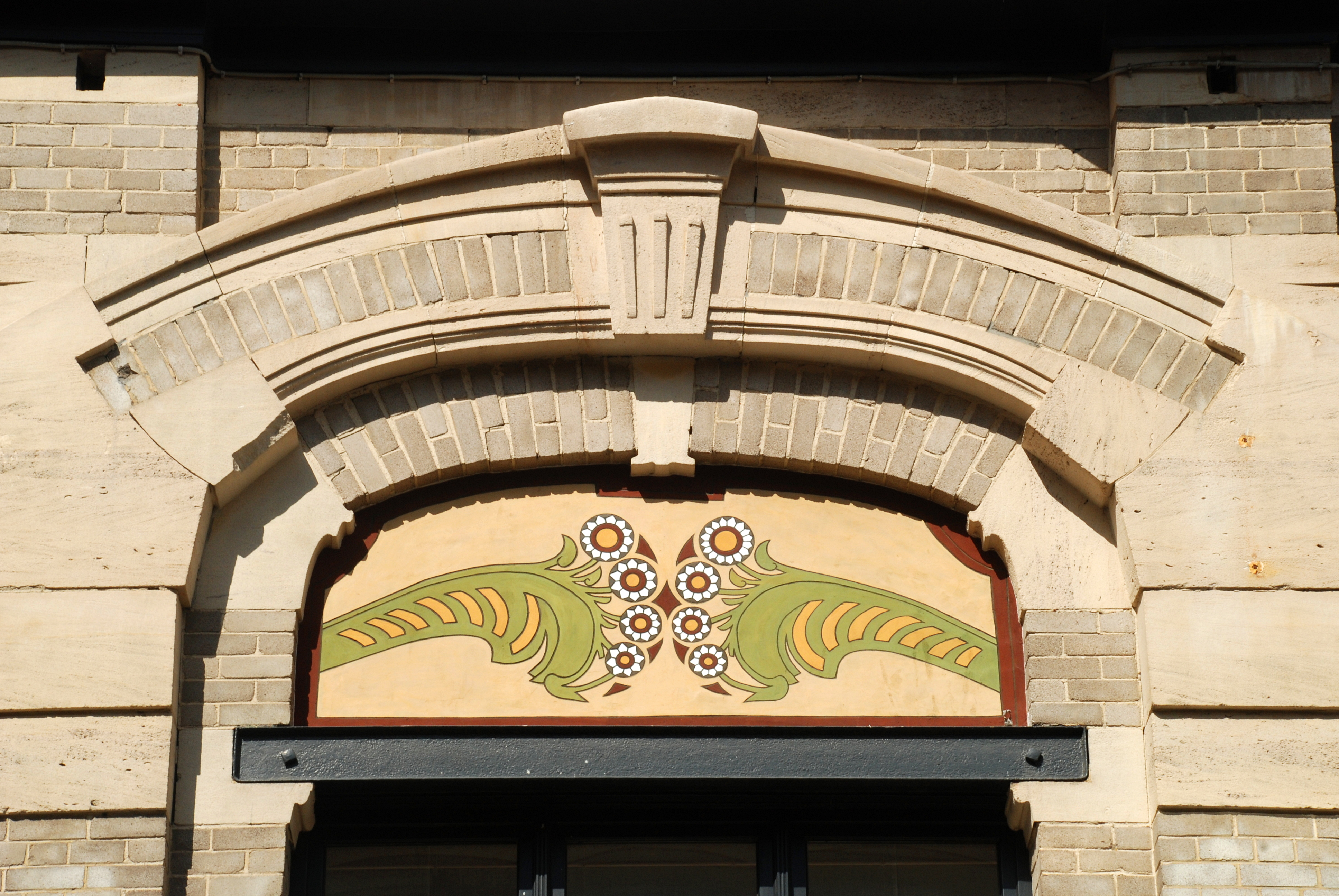
Linteau en fer, sgraffite et double arc surbaissé surmontant la baie gauche du premier étage.
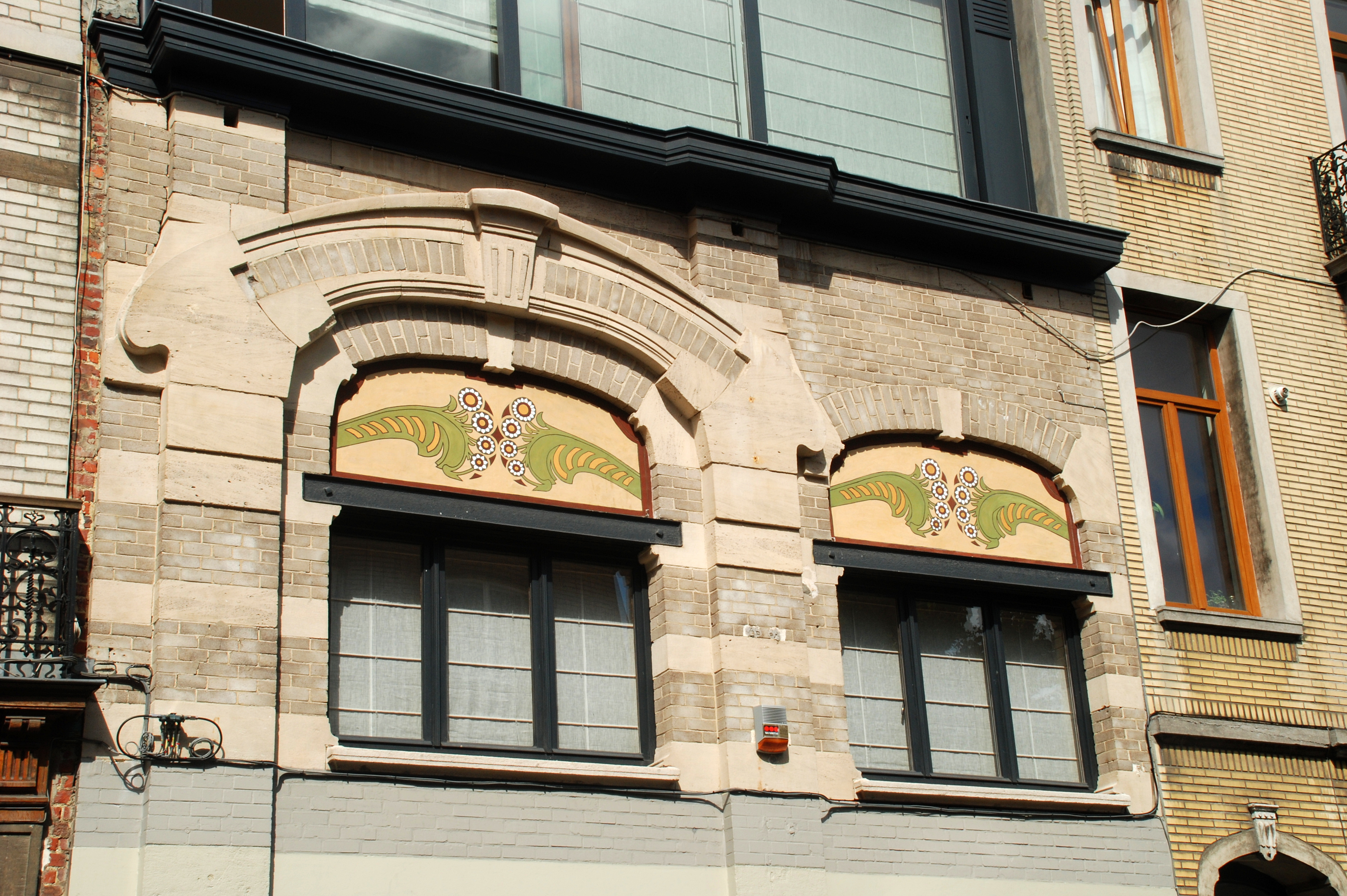
Le premier étage après rénovation (photo 2009).